# Titus Awotwi Pratt
Titus Awotwi Pratt (* 5. Dezember 1947 in Ghana) ist ein ghanaischer Pädagoge und methodistischer Geistlicher. Er war der Vorsitzende Bischof der Methodistischen Kirche Ghanas. Er diente als Oberhaupt der Methodistischen Kirche in Gambia sowie als Bischof von Accra. Die ersten Jahre seines Dienstes verbrachte er als Assistenzpfarrer der Roundhay Methodist Church in Leeds, Vereinigtes Königreich.

## Leben

### Herkunft und Ausbildung
Titus Awortwi Pratt wurde am 5. Dezember 1947 als sechstes von zehn Kindern seiner Eltern Charles Awotwi Pratt und Grace Awotwi Pratt geboren. Sein Vater war ebenfalls methodistischer Geistlicher und diente 1977 als vierter Präsident der autonomen Methodistischen Kirche Ghanas. Pratt erhielt seine Grund- und Sekundarschulausbildung an der Wesley Grammar School in Accra. Nach drei Jahren Ausbildung am Komenda Teachers Training College erhielt er sein professionelles Lehrerdiplom.

### Methodistischer Minister
Pratt besuchte 1973 das Trinity Theological Seminary in Legon. Nach erfolgreichem Abschluss seiner Ausbildung 1977 wurde er als methodistischer Geistlicher beauftragt. Sein Vater, der zum Zeitpunkt seines Abschlusses das Oberhaupt der Methodistischen Kirche war, beauftragte ihn. Pratts erste Dienststation war 1977 als Kaplan an der Fijai Secondary School in Sekondi. Nach seiner Bewährung als Geistlicher wurde er 1979 zum Pfarrer der Methodistischen Kirche Ghanas ordiniert.
Nach seiner Probezeit verbrachte er die nächsten drei Jahre als Assistenzpfarrer an der Roundhay Methodist Church, Ladywood, Leeds, und später am Manchester und Salford Circuit. 1982 kehrte er nach Ghana zurück, wo er als Kaplan des Prempeh College wirkte. Spätere Ämter als Pfarrer führten ihn in verschiedene andere Kirchen und Kreise, darunter Kumasi, Ajumako und Cape Coast.

### Arbeit in Gambia
Ende der 1980er Jahre wurde Pratt als ghanaischer Superintendent in den neu gegründeten Distrikt der Methodistischen Kirche Ghana in Gambia entsandt. Er diente bis 1994 als Synodensekretär der Distriktsynode von Gambia. Schließlich wurde er zum Vorsitzenden und General Superintendent der Methodistischen Mission im Land gewählt. Seine Amtszeit als Leiter der gambischen Mission endete 2003, als er nach Ghana zurückberufen wurde.
Während seiner Zeit in Gambia war er Mitglied der staatlich eingesetzten Untersuchungskommission „Commission of Inquiry into Public Disturbances of 10th and 11th April 2000“, die die Vorfälle während der Studentenproteste vom 10. und 11. April aufklären sollten.

### Bischof von Accra
Er diente als Superintendent Minister des Dansoman Circuit und später des Kwashieman Circuit, beide in der Diözese Accra der Methodistischen Kirche Ghanas. 2011 wurde Pratt zum methodistischen Bischof von Accra gewählt. Im Jahr 2015, zwei Jahre vor dem Ende seiner Amtszeit als Bischof von Accra, wurde er zum präsidierenden Bischof der Methodistischen Kirche Ghanas gewählt.

### Vorsitzender Bischof
Während der Methodistischen Kirchenkonferenz 2014 wurde Pratt zum Vorsitzenden Bischof der Kirche gewählt. Er erhielt 198 Stimmen gegenüber den 131 Stimmen des Zweitplatzierten Paul Boafo, dem Kaplan der Kwame Nkrumah University of Science and Technology, und wurde am 1. Oktober 2015 in sein Amt eingeführt. Er ersetzte Emmanuel Asante, der seine sechsjährige Amtszeit als präsidierender Bischof beendet hatte. Pratt war die vierte Person, die dieses Amt seit Beginn des bischöflichen Systems der Kirche im Jahr 2000 innehatte. Mit seiner Wahl in das hohe Amt des präsidierenden Bischofs haben zum ersten Mal seit 1835 ein Vater und ein Sohn die Kirche geleitet. Als präsidierender Bischof beaufsichtigt er alle Aktivitäten der kirchlichen Verkündigung, des Gemeindeaufbaus und des kirchlichen Wachstums. Er ist auch Mitglied des Klerus-Beratungsteams, das sich mit dem Präsidenten von Ghana trifft, um diesen in verschiedenen Angelegenheiten zu beraten.